# 漢江奇蹟
汉江奇迹（韓語：한강의 기적）狭义上指的是1953年－1996年间大韓民國首都首爾经济的迅速发展。因漢江貫穿市中心，將其分為江南和江北，故以漢江為名。这个名词是从描述原西德在第二次世界大战结束后经济迅速复苏的“莱茵河奇迹”一词借鉴而来。
广义上汉江奇迹这一名词指的是韩国飞速发展的外向型经济，包括快速的工业化、科技进步、国民教育的提高、国民生活水平的迅速提升、城市化、现代化、民主化和国际化的进程。20世紀80年代末躋身亚洲四小龙，2000年后，韩国经济的迅猛发展使得韩国从战争的废墟转变成为世界第11大经济体，并造就了三星、LG和现代等世界跨国集团。2006年韩国人均国民生产总值达到2萬美元，成为发达国家。
朝鲜战争结束时，首爾的基础建设已被摧毁，百万计韩国人处在贫困和失业的状态。1961年，朴正熙发动五一六軍事政變时韩国的人均国民生产总值仅为100美元/年。在随后朴正熙掌权的1961年至1979年長達十八年統治期间，朴正熙按照韩国国情开展了经济开发五年计划和新乡村运动，使得韩国的农业和工业得到快速的发展。短短40年的时间，首尔已经从一片废墟发展成为一个世界大都会。

## 历史

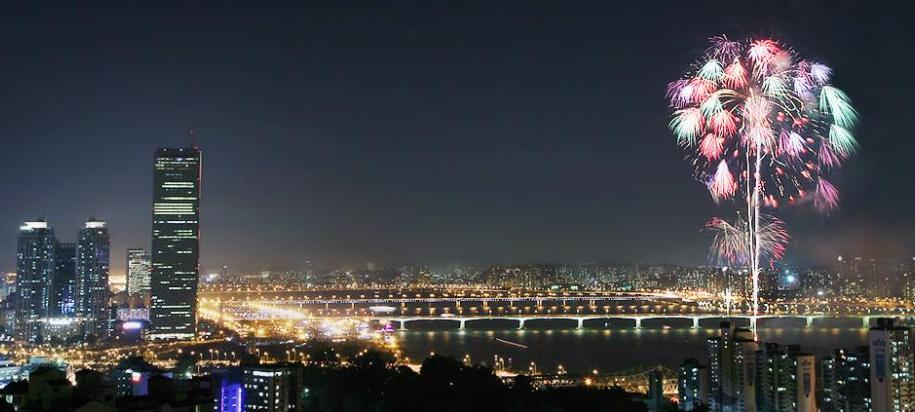
汉江夜景

朝鲜战争后，韩国经济一片狼藉。李承晚展开了经济改革，包括后来失败的土地改革，经济上与朝鲜相比处下风。汉江奇迹的出现实际是在朴正熙执政期间，朴正熙因此也成为汉江奇迹的创造中最重要的人物。朴正熙执政期间，按照韩国国情开展了经济开发五年计划和新乡村运动，使得韩国的农业和工业得到快速的发展。朴正熙掌权期间还提出了“对待工人要像对待家人一样，做工厂的工作要像做自己的事一样”的口号，为当时韩国人的精神力量，使得韩国工人以当时美国工人十分之一的成本创造出2.5倍于美国工人的生产率。
由于朴正熙强烈的反共意识，他領導的右翼政府不顾人权嚴厲限制新闻自由和言论自由，执政期间韩国电影处在萧条状态。朴正熙认为当时的韩国不具备民主自由的条件，在他看来没有经济的振兴是不可能有民主的，加上面對朝鮮的軍事威脅下，韓国根本无空間发展民主。他认为贫穷使得国家变得脆弱，因此他把消除贫困而不是建立民主国家当成头等大事。朴正熙不僅限制言论自由，而且对反对他的人进行逮捕和镇压，而他親自建立的中央情报部（相當於美國中央情报局，是國家特務組織，用來查探異見和疑似共产党的分子）是令人生畏的机构。
1979年10月26日，朴正熙被中央情报部部長金载圭暗杀，結束其長達18年的獨裁統治。朴正熙对韩国经济振兴的贡献被许多人赞赏，一些人甚至把他看作是韩国最伟大的总统，许多人认为，如果韩国没有朴正熙，韩国经济不可能这样飞速发展。但近年愈来愈多韩国人对朴正熙的铁腕专政进行批评。

## 五年经济计划
1962-1996年间，韩国政府一共制定和实施了七个五年计划。其中，前4个五年计划称为“经济开发计划”，後3个五年计划为体现韩国政府对经济增长与社会发展的同时重视，得名“经济社会发展计划”:48。五年经济计划是韩国政府主导发展外向型经济的体现，为韩国摆脱贫穷，实现“汉江奇迹”的经济腾飞做出了重要贡献:129:109。
“经济企划院”是韩国负责制定和推行五年经济计划的政府机构。经济企划院在1961年成立之初为部级国家机构，后提升半级，由一位副总理兼任其首长。经济企划院雇用有数百名经济、法律、公共管理、教育等方面的专家，下设经济企划局、预算局、物价政策局、经济协力局、调查统计局等，领导财务部、商工部、农林水产部、科技部等中央部门，在韩国经济的统筹发展过程中起到了重要的作用:122-123。
李承晚政府和民主党张勉政府曾分别于1960年和1961年制定过“经济开发7年计划”（1960－1966年）和“经济开发5年计划”（1961－1965年）。不过这两个计划由于四一九革命和五一六军事政变而未实施:14:87-89。韩国经济五年计划的实际实施是在朴正熙执政之后:104。1993年，金泳三当选韩国总统后，公布了与其任期一致的“新经济五年计划”，取代了“七五”计划。后来的金大中政府不再制定五年经济计划:129:109:49。

## 财阀
韩国财阀是由家族企业发展起来的企业集团。朴正熙政权为了发展韩国的工业大力扶植和利用财阀。朴正熙政权为财阀提供低息贷款和补贴，并为财阀提供政府担保使得韩国财阀能够得到大量的外国贷款。韩国政府与财阀相互协助使财阀成为了韩国政府经济振兴蓝图的实际执行者。20世纪60年代韩国财阀主要发展纺织业；70年代中期到80年代则是发展重工业、军工和化学工业；90年代初财阀在电子和高科技的发展更是为韩国经济锦上添花。1986年，财阀成功使得韩国国际贸易从赤字转为盈余。到80年代末，韩国财阀在资金上已经不需要韩国政府的支持。直到今天，财阀在韩国经济中依然起着举足轻重的地位。

## 1997年以后
1997年亚洲金融风暴袭击韩国。韩国外汇储备锐减到60亿美元。汉江奇迹创造的财富缩水一半。韩国财阀外向型发展模式的弊端也突现出来。大多数人将1997年当作是汉江奇迹的结束。1998年金大中执政后，公开反对韩国的财阀和金融与财政制度，并开始对韩国经济进行改革和结构调整。在金大中的领导下通过韩国国民的努力以及国际货币基金组织的580亿美元的援助，韩国在相对较短的时间内走出了金融风波的危机，使世界再次为之惊叹。